# Freddie Prinze
Frederick James Prinze, meglio conosciuto come Freddie Prinze (New York, 22 giugno 1954 – Los Angeles, 29 gennaio 1977), è stato un comico e attore statunitense di origine tedesca e portoricana.
Prinze viene ricordato per aver preso parte alla nota sitcom di NBC Chico and the Man dal 1974 fino al 1977, anno in cui si tolse la vita. Prinze era il padre dell'attore Freddie Prinze Jr.

## Biografia

### Primi anni di vita
Prinze nacque Frederick Karl Prützel al Saint Clare's Hospital di Manhattan da Edward Karl Prützel, un tedesco immigrato negli USA nel 1934 che professava il luteranesimo, e Maria de Gracia Pruetzel (nata Graniela y Ramirez), una portoricana cattolica. Prinze crebbe in un quartiere abitato da persone di etnie differenti a Washington Heights. Quando Prinze era ancora piccolo, sua madre lo iscrisse a lezioni di danza classica per aiutarlo a perdere peso. Senza dirlo ai suoi genitori, Prinze riuscì a superare con successo un'audizione presso la Fiorello H. LaGuardia High School e iniziò a dedicarsi alla recitazione e alla danza. Scoprì anche di avere un talento naturale nel fare comicità: mentre frequentava l'istituto, intratteneva le persone nei bagni dei ragazzi. Durante l'ultimo anno di scuola, decise di abbandonare gli studi per diventare un cabarettista.

### Carriera

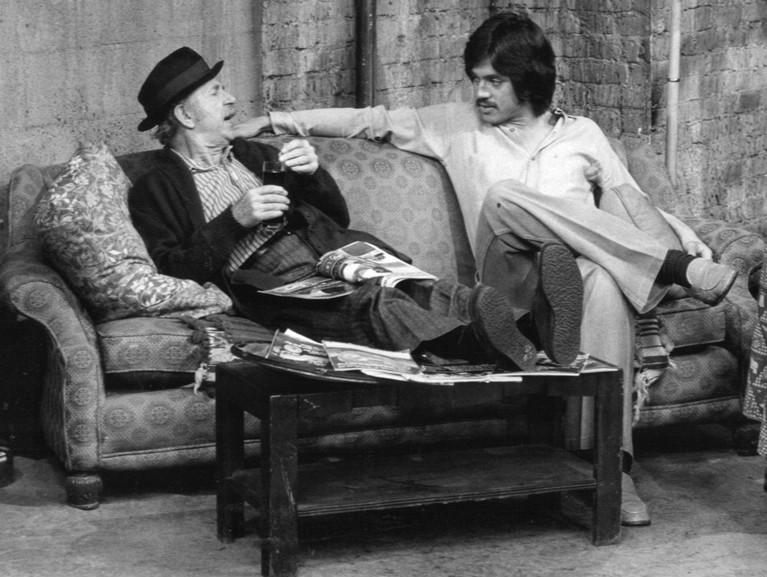
Freddie Prinze e Jack Albertson in un episodio di Chico and the Man del 1976

Prinze lavorò in diversi comedy club di New York , tra cui l'Improv e il Catch a Rising Star, e si presentava al pubblico dicendo di essere un meticcio ungherese e portoricano (si definiva Unga-rican), questo sebbene nessuno dei suoi parenti avesse radici ungheresi. Il figlio Prinze Freddie Prinze Jr. dichiarò numerose volte che suo padre era metà tedesco e metà portoricano, ipotesi confermata anche dai registri del censimento e dai conti della famiglia Prützel. Mentre era ancora un comico in erba, Prützel decise di cambiare in via legale il suo cognome in Prinze per una questione di immagine. Inizialmente, Prinze avrebbe voluto chiamarsi "King" su suggerimento dell'amico David Brenner ed essere conosciuto come il "re della commedia" (in inglese King of Comedy), ma dal momento che il soprannome e soubriquet "King" era già usato da Alan King, egli optò invece per "Prinze" perché molto simile a prince, ovvero "principe". Nel 1973 Prinze fece la sua prima apparizione televisiva in uno degli ultimi episodi di Jack Paar Tonite di Jack Paar. Nel dicembre del 1973 Prinze fece la prima di una serie di apparizioni al Tonight Show di Johnny Carson, e divenne il primo giovane comico che ebbe modo di parlare con Carson alla sua prima apparizione. Comparve anche in The Midnight Special.
Dal settembre 1974 fino al 1977, anno della sua morte, Prinze interpretò il ruolo di Francisco "Chico" Rodriguez di Chico and the Man, serie di grande successo trasmessa su NBC in cui figurava anche Jack Albertson. Prinze fece molte apparizioni al Dean Martin Celebrity Roast, prendendo parte a vari siparietti in compagnia di Sammy Davis Jr. e Muhammad Ali. Nel 1975 Prinze pubblicò un vinile tratto da un suo spettacolo comico tenuto al Mister Kelly's di Chicago e intitolato Looking Good (il titolo è tratto dalla frase ricorrente del personaggio da lui interpretato in Chico and the Man). Nel 1976 recitò nel film televisivo The Million Dollar Rip-Off. Benché non fosse un cantante, l'attore aveva un buon timbro vocale: la sua voce si può sentire in To Be With You dei Tony Orlando and Dawn, ed egli stesso cantava quando prendeva parte al loro varietà e, occasionalmente, nella sua sitcom. Circa quattro mesi prima della sua morte, Prinze firmò un contratto quinquennale con la NBC del valore di 6 milioni di dollari.

### Morte
Durante le sue ultime settimane di vita, la depressione di cui soffriva si acuì a causa del recente divorzio dalla moglie Kathy Barber. La notte del 28 gennaio 1977, mentre si trovava a Los Angeles, Prinze parlò al telefono con Barber e ricevette una visita dal suo manager Marvin "Dusty" Snyder. Mentre era con Snyder, Prinze si tolse la vita sparandosi alla testa con una pistola. Stando ai resoconti, Prinze avrebbe acquistato l'arma in presenza di Jimmie Walker e Alan Bursky; voci di corridoio suggeriscono che avrebbe comprato la pistola da quest'ultimo. Prinze venne ricoverato all'UCLA Medical Center e tenuto in vita artificialmente con un intervento chirurgico d'urgenza. Il 29 gennaio la famiglia decise di rimuovere il supporto vitale dal corpo di Prinze, che morì alle ore 13 dello stesso giorno. Prima di compiere il gesto, Prinze aveva fatto una serie di telefonate di addio a numerosi familiari e amici, e venne ritrovata una lettera in cui egli affermava di aver deciso di togliersi la vita. Nel 1977 venne annunciato in via ufficiale che il comico si sarebbe suicidato. Prinze venne sepolto vicino al padre al Forest Lawn Memorial Park di Hollywood Hills, a Los Angeles. 
Nel corso di una causa civile del 1983 intentata dalla madre, la moglie e il figlio contro la Crown Life Insurance Company, la giuria ritenne che la sua morte fosse stata in realtà indotta da farmaci e quindi accidentale, il che permise alla famiglia di ottenere 200.000 dollari tramite un'assicurazione sulla vita. Ad esso seguì una risoluzione extragiudiziale di un milione di dollari con il suo medico e psichiatra per porre fine alla loro causa per negligenza in quanto gli avrebbe consentito l'accesso a una pistola e prescritto il tranquillante Quaalude.
Suo figlio Freddie Prinze Jr., che aveva meno di un anno quando suo padre morì, parlò per la prima volta della morte del padre nel documentario di Kevin Pollak Misery Loves Comedy (2015).

## Vita privata

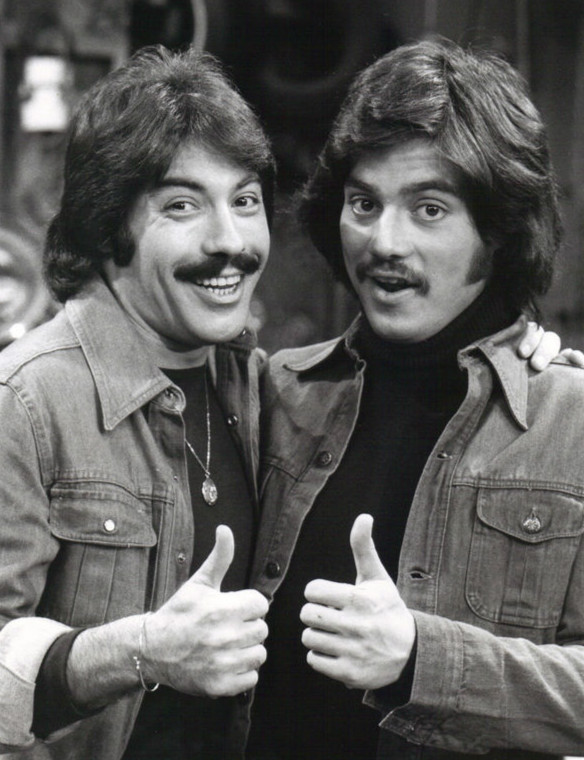
Freddie Prinze e Tony Orlando in un episodio di Chico and the Man del 1976

Nel 1973 Prinze era legato sentimentalmente all'attrice Pam Grier. La loro relazione è approfondita nel capitolo diciannove della raccolta di memorie My Life in Three Acts. Dopo aver interrotto la relazione con Grier, Prinze sposò Katherine (Kathy) Elaine (Barber) Cochran il 13 ottobre 1975. Dalla loro unione nacque l'8 marzo 1976 Freddie Prinze Jr. Nello stesso anno frequentò l'attrice Lonette McKee. Prinze fu arrestato per guida sotto l'influenza di Quaalude Il 16 novembre 1976. Poche settimane dopo sua moglie chiese il divorzio. 
Prinze era molto amico del cantante Tony Orlando: quest'ultimo aveva preso parte a Chico and the Man, dove Prinze interpretava uno dei personaggi principali, mentre Prinze aveva collaborato con Orlando nel varietà Tony Orlando and Dawn Show.
Quando iniziò a diventare famoso, Prinze prese lezioni di arti marziali da Robert Wall, uno studente di Bruce Lee anche apparso in I 3 dell'Operazione Drago e L'urlo di Chen terrorizza anche l'occidente. Wall divenne anche il padrino del figlio di Prinze.
Una volta Prinze praticò la roulette russa assieme ai suoi amici per spaventarli e burlarsi di loro.

## Filmografia
- The Million Dollar Rip-Off, 1976
- NBC: The First Fifty Years

## Programmi televisivi (elenco parziale)
- The Merv Griffin Show (1973-1974)
- The Tonight Show Starring Johnny Carson (1973-1976)
- The Midnight Special (1974)
- The Dean Martin Comedy World (1974)
- Sammy and Company (1975)
- The Dean Martin Celebrity Roast (1975-1976)
- Tony Orlando and Dawn Show (1975-1976)

## Serie televisive (elenco parziale)
- Van Dyke and Company (1976)
- Chico and the Man (1974-1977)
- Dinah! (1975-1976)

## Discografia

### Album dal vivo
- 1975 – Looking Good

### Extended play
- 1975 – Looking Good (Excerpts)